# Подгорец
Подго̀рец е село в Югоизточна България, община Руен, област Бургас.

## География
Село Подгорец се намира на около 11 km на изток-североизток от общинския център село Руен и около 36 km на север от областния център град Бургас. Разположено е в Източна Стара планина, в западната част на Еминска планина. Застроено е по спускащ се на север склон, на около километър южно от долината на малък местен ляв приток на река Елешница и около 1,5 km на юг-югоизток от съседното село Припек. През Подгорец минава общински път – в границите на селото негова главна улица, който на север през Припек го свързва със селата Мрежичко, Средна махала, Добра поляна и от последното – със село Руен, а на югоизток през село Сини рид води към връзка с третокласния републикански път III-2085 и на запад по него към село Руен. Надморската височина при влизането на пътя в Подгорец от юг е около 400 m, при излизането му на северозапад е около 355 m, а при джамията – около 390 m.
Населението на село Подгорец, наброявало 649 души към 1934 г. и 826 към 1956 г., рязко намалява на 360 към 1965 г. след колебания в числеността през следващите години наброява към 2018 г. 334 души.
При преброяването на населението към 1 февруари 2011 г., от обща численост 349 лица, за 6 лица е посочена принадлежност към „българска“ етническа група, за 300 – към „турска“ и за останалите не е даден отговор.

## История
След края на Руско-турската война 1877 – 1878 г., по Берлинския договор село с име Хедиѐтлер остава на територията на Източна Румелия. От 1885 г. – след Съединението, то се намира в България. Село Хедиетлер съществува до 1965 г., когато е закрито при разделянето му на две села – Голям Хедиетлер и Малък Хедиетлер в тогавашните община Челебиево, Бургаски окръг. През 1978 г. село Голям Хедиетлер е преименувано на Подгорец, а през 1980 г. село Малък Хедиетлер е преименувано на Припек.

## Население

### Етнически състав
Преброяване на населението през 2011 г.
Численост и дял на етническите групи според преброяването на населението през 2011 г.:
|                     | Численост |
| Общо                | 349       |
| Българи             | 6         |
| Турци               | 300       |
| Цигани              | -         |
| Други               | -         |
| Не се самоопределят | -         |
| Неотговорили        | 43        |

## Религии
Религията, изповядвана в село Подгорец, е ислям.

## Обществени институции
Село Подгорец към 2020 г. е център на кметство Подгорец.
В Подгорец към 2020 г. има постоянно действаща джамия;